# Нова Швабия
Нова Швабия (на норвежки и на немски: Neuschwabenland) е картографско наименование, дадено на част от Антарктика между 20°E и 10°W в Земята на кралица Мод, която се претендира като зависима норвежка територия според Антарктическия договор. Нова Швабия е изследвана от Германия в началото на 1939 г. и е кръстена на германския регион Швабия.

## История
Както много държави и Германия изпраща експедиции до Антарктика в края на XIX и началото на XX век, повечето от които са научни. Експедициите от XIX век до Южния океан, Южна Джорджия, Кергелен и Крозе са астрономични, метеорологични и хидрологични, най-вече в тясно сътрудничество с научни екипи от други страни. С края на XIX век Германия започва да се фокусира върху Антарктика.
Първата германска експедиция до Антарктика е Гаусовата експедиция от 1901 до 1903 г. Водена от полярния ветеран и геолог професор Ерих фон Дригалски, това е първата експедиция, която използва балон с горещ въздух в Антарктика. Втората германска полярна експедиция (1911 – 1912) е водена от Вилхелм Филхнер с цел прекосяване на Антарктика, за да се разбере дали е едно-единствено парче земя. Както се случва с други подобни опити, прекосяването се проваля преди да започне. Експедицията открива и дава име на брега Луитполд и шелфовия ледник Филхнер.

## Германска полярна експедиция (1938 – 1939)
Третата германска антарктическа експедиция е водена от Алфред Ричер (1879 – 1963), капитан в германския флот. Основната цел е да се намери район в Антарктида за германска китоловна станция, като начин да се увеличи производството на мазнини в Германия. Китовото масло тогава е най-важната суровина за производството на маргарин и сапун в Германия, а страната е вторият по големина купувач на норвежко китово масло, внасяйки около 200 000 тона годишно. Освен недостатъците на зависимостта от вноса, се смята, че Германия скоро ще бъде във война. Друга цел е да се разгледат възможните места за германска военноморска база.
На 17 декември 1938 г. експедицията за Нова Швабия напуска Хамбург за Антарктика на борда на MS Schwabenland (товарен кораб, построен през 1925 г. и преименуван през 1934 г. на района на Швабия в Южна Германия), който може да превозва и да излитат самолети. Тайната експедиция има 33 членове и екипажа на MS Schwabenland от 24 души. На 19 януари 1939 г. корабът достига бряг принцеса Марта, в район, който е предявен от Норвегия като земя на кралица Мод и е започнато да се описва района. Нацистките знамена са поставени на морския лед по крайбрежието. Наричайки района Нова Швабия на името на експедицията. Експедицията създава временна база, а през следващите седмици екипите обикалят край бреговете и записват други забележителности. Седем фотографски полета за наблюдение са направени от корабните два хидроплана, наречени Passat и Boreas. Осем други полета са направени в зони с голям интерес и на тези обиколки някои от снимките са направени с цветен филм. Общо взето те прелитат над стотици хиляди квадратни километри и правят повече от 16 000 въздушни фотографии, някои от които са публикувани след войната от Ричер.
При завръщането си в Нацистка Германия, експедицията прави океанографски проучвания близо до остров Буве и Фернандо де Нороня, пристигайки обратно в Хамбург на 11 април 1939 г. Междувременно норвежкото правителство научава за експедицията чрез съобщения от китоловци край бреговете на кралица Мод.

## В наши дни
Германия не прави официални териториални претенции към Нова Швабия. В Германия не е построена китоловна станция или други дълготрайни бази, докато през 1981 г. не е създадена изследователска база „Георг-фон-Ноймайер“. Също така в района е и сегашната станция Neumayer III на Германия. Нова Швабия е картографска област на земя на кралица Мод, която в Норвегия е администрирана като зависима от норвежки територии по системата на антарктическите договори от Отдела за полярни въпроси към Министерството на правосъдието и полицията.